# Awanui River
Der Awanui River ist ein Fluss in der Region Northland auf der Nordinsel (Neuseeland) von Neuseeland.

## Geographie
Der Awanui River entsteht durch den Zusammenfluss des Takahue River mit dem Karemuhako Stream bei der kleinen Siedlung Rangitihi, rund 5,5 km östlich von Kaitaia entfernt.
Der Takahue River entspringt an der Nordostflanke des 744 m hohen Raetea, der zu den durch vulkanische Aktivitäten entstandenen Mangamuka Ranges zählt. Der Awanui River fließt zunächst in westlich Richtung durch die knapp 4.900 Einwohner große Kleinstadt Kaitaia und biegt dann nach Norden ab, um östlich der Ortschaft Unahi in den Rangaunu Harbour zu münden. Auf seinem nördlichen Weg durchfließt er den kleinen Ort Awanui, der Namensgeber des Flusses ist. Der Awanui River, der durch landwirtschaftlich genutzte Fläche fließt, entwässert zusammen mit seinen Nebenflüssen ein Gebiet von 637 km².
Der Fluss wird zweimal von dem New Zealand State Highway 1 überquert, einmal in Kaitaia und einmal in Awanui.